# Resolução 276 do Conselho de Segurança das Nações Unidas
A Resolução 276 do Conselho de Segurança das Nações Unidas aprovada em 30 de janeiro de 1970, depois de reafirmar resoluções e declarações anteriores, o Conselho condenou a continuação da ocupação da Namíbia pela África do Sul como ilegal e decidiu estabelecer uma subcomissão para estudar as formas e meios através dos quais as resoluções do Conselho poderiam ser implementadas. O Conselho solicitou a todos os estados e organizações que forneçam ao subcomitê toda a informação e outra assistência que possa requerer e solicitou ao Secretário-Geral que desse toda assistência ao subcomitê.
O Conselho decidiu retomar a consideração da questão da Namíbia logo que as recomendações do subcomitê tenham sido disponibilizadas.
A resolução foi aprovada com 13 votos; A França e o Reino Unido se abstiveram.